# Premi Robert 2007
La 24ª edizione dei Premi Robert si è svolta a Copenaghen il 4 febbraio 2007.

## Vincitori e candidati
I vincitori sono indicati in grassetto, a seguire gli altri candidati.
Miglior film
- We Shall Overcome (Drømmen), regia di Niels Arden Oplev
- Dopo il matrimonio (Efter brylluppet), regia di Susanne Bier
- Offscreen, regia di Christoffer Boe
- A Soap (En soap), regia di Pernille Fischer Christensen
- Prag, regia di Ole Christian Madsen
- Princess, regia di Anders Morgenthaler

Miglior film per ragazzi
- Supervoksen, regia di Christina Rosendahl
- Tempelriddernes skat, regia di Kasper Barfoed
- Råzone, regia di Christian E. Christiansen
- Nome in Codice - Brutto anatroccolo (The Ugly Duckling and Me!), regia di Michael Hegner e Karsten Kiilerich
- Der var engang en dreng, regia di Steen Rasmussen e Michael Wikke

Miglior regista
- Niels Arden Oplev - We Shall Overcome (Drømmen)
- Christoffer Boe - Offscreen
- Christian E. Christiansen - Råzone
- Pernille Fischer Christensen - A Soap (En soap)
- Ole Christian Madsen - Prag
- Anders Morgenthaler - Princess

Miglior attore protagonista
- David Dencik - A Soap (En soap)
- Jens Albinus - Il grande capo (Direktøren for det hele)
- Nicolas Bro - Offscreen
- Mads Mikkelsen - Dopo il matrimonio (Efter brylluppet)
- Mads Mikkelsen - Prag
- Janus Dissing Rathke - We Shall Overcome (Drømmen)

Miglior attrice protagonista
- Trine Dyrholm - A Soap (En soap)
- Laura Bro - Rene hjerter
- Laura Christensen - Råzone
- Lene Maria Christensen - Fidibus
- Sidse Babett Knudsen - Dopo il matrimonio (Efter brylluppet)
- Anne-Grethe Bjarup Riis - We Shall Overcome (Drømmen)

Miglior attore non protagonista
- Bent Mejding - We Shall Overcome (Drømmen)
- Anders W. Berthelsen - We Shall Overcome (Drømmen)
- Peter Gantzler - Il grande capo (Direktøren for det hele)
- Nikolaj Lie Kaas - Sprængfarlig bombe
- Rolf Lassgård - Dopo il matrimonio (Efter brylluppet)
- Frank Thiel - A Soap (En soap)

Miglior attrice non protagonista
- Stine Fischer Christensen - Dopo il matrimonio (Efter brylluppet)
- Lisbet Dahl - Rene hjerter
- Trine Dyrholm - Offscreen
- Stephanie Leon - Råzone
- Elsebeth Steentoft - A Soap (En soap)
- Sarah Juel Werner - We Shall Overcome (Drømmen)

Miglior sceneggiatura
- Niels Arden Oplev e Steen Bille - We Shall Overcome (Drømmen)
- Kim Fupz Aakeson - Rene hjerter
- Kim Fupz Aakeson e Pernille Fischer Christensen - A Soap (En soap)
- Christoffer Boe e Knud Romer Jørgensen - Offscreen
- Anders Thomas Jensen - Dopo il matrimonio (Efter brylluppet)
- Lars von Trier - Il grande capo (Direktøren for det hele)

Miglior fotografia
- Jørgen Johansson - Prag
- Sebastian Blenkov - Rene hjerter
- Erik Molberg Hansen - A Soap (En soap)
- Morten Søborg - Dopo il matrimonio (Efter brylluppet)
- Lars Vestergaard - We Shall Overcome (Drømmen)
- Sebastian Winterø - Supervoksen

Miglior montaggio
- Søren B. Ebbe - We Shall Overcome (Drømmen) ex aequo Peter Brandt - Offscreen ex aequo Åsa Mossberg - A Soap (En soap)
- Pernille Bech Christensen e Morten Højbjerg - Dopo il matrimonio (Efter brylluppet)
- Søren B. Ebbe - Prag
- Nicolaj Monberg - Rene hjerter

Miglior scenografia
- Peter De Neergaard - Der var engang en dreng
- Charlotte Bech - Tempelriddernes skat
- Peter Grant - Rene hjerter
- Jette Lehmann - Prag
- Søren Skjær - We Shall Overcome (Drømmen)
- Rasmus Thjellesen - A Soap (En soap)

Migliori costumi
- Manon Rasmussen - We Shall Overcome (Drømmen)
- Helle Nielsen - Der var engang en dreng
- Manon Rasmussen - Dopo il matrimonio (Efter brylluppet)
- Margrethe Rasmussen e Marketa Prochazkova - Prag
- Signe Sejlund - A Soap (En soap)
- Jane Wittaker - Rene hjerter

Miglior musica
- Jeppe Kaas e Mikael Simpson - Rene hjerter
- Mads Brauer e Casper Clausen - Princess
- Jacob Groth - We Shall Overcome (Drømmen)
- Jacob Groth - Nome in Codice - Brutto anatroccolo (The Ugly Duckling and Me!)
- Poul Halberg - Der var engang en dreng
- Magnus Jarlbo - A Soap (En soap)

Miglior canzone
- Jeg vil have en baby di Poul Halberg, Steen Rasmussen e Michael Wikke, cantata da Anne Grethe e Anders W. Berthelsen - Der ar engang en dreng
- Damn Heart di Thomas Dybdahl - A Soap (En soap)
- You Gotta Give di Gotthard, Funemyr e Danni Elmo, cantata da Anne Holse  - Nome in Codice - Brutto anatroccolo (The Ugly Duckling and Me!)
- Op med hov'det di Saqib Hassan e Natasja Saad - Fidibus
- So hard to tell di Mikkel Maltha, cantata da Camilla Munck - Råzone
- Ingen Slipper Fri di Tobias Trier - Rene hjerter

Miglior sonoro
- Hans Møller - Prag
- Roar Skau Olsen - Rene hjerter
- Rune Palving - A Soap (En soap)
- Kasper Janus Rasmussen - Princess
- Peter Schultz - We Shall Overcome (Drømmen)
- Eddie Simonsen e Kristian Eidnes Andersen - Dopo il matrimonio (Efter brylluppet)

Miglior trucco
- Anne Cathrine Sauerberg - A Soap (En soap)
- Charlotte Laustsen - Dopo il matrimonio (Efter brylluppet)
- Anne Cathrine Sauerberg - Der var engang en dreng
- Rikke Simonsen - Råzone
- Henrik Steen - Supervoksen
- Kirsten Zäschke e Suzanne Jansen - We Shall Overcome (Drømmen)

Migliori effetti speciali / luci
- Thomas Dyg - Tempelriddernes skat
- Niels Valentin Dal e Søren Tomas - Der var engang en dreng
- Niels Valentin Dal, Søren Tomas e Simon Lytting - 1:1
- Morten Jacobsen e Hans Peter Ludvigsen - We Shall Overcome (Drømmen)
- Per Kapper - Råzone

Miglior film statunitense
- Babel, regia di Alejandro González Iñárritu
- Match Point, regia di Woody Allen
- Il calamaro e la balena (The Squid and the Whale), regia di Noah Baumbach
- Syriana, regia di Stephen Gaghan
- Truman Capote - A sangue freddo (Capote), regia di Bennett Miller
- The Departed - Il bene e il male (The Departed), regia di Martin Scorsese

Miglior film straniero non statunitense
- Le vite degli altri (Das Leben der Anderen), regia di Florian Henckel von Donnersmarck
- Volver, regia di Pedro Almodóvar
- The Queen - La regina (The Queen), regia di Stephen Frears
- Niente da nascondere (Caché), regia di Michael Haneke
- Il suo nome è Tsotsi (Tsotsi), regia di Gavin Hood

Miglior film d'animazione
- Liv, regia di Heidi Maria Faisst
- Blodsøstre, regia di Louise Friedberg
- Forsvunden, regia di Kasper Munk

Miglior documentario
- Menneskenes land - min film om Grønland, regia di Anne Wivel
- The Monastery: Mr. Vig and the Nun, regia di Pernille Rose Grønkjær
- Gasolin', regia di Anders Østergaard

Miglior cortometraggio di finzione o d'animazione
- Partus, regia di Mikkel Munch-Fals
- Koma, regia di Kasper Bisgaard
- Paranoia, regia di Jesper Troelstrup

Miglior cortometraggio documentario
- Lyd på liv, regia di Iben Haahr Andersen e Katia Forbert Petersen
- Beth's Dagbog, regia di Mikala Krogh e Kent Klich
- Fotografi, regia di Steen Møller Rasmussen